# Villa Ghersi-Carrega
Pour les articles homonymes, voir Ghersi et Carrega.
La Villa Ghersi-Carrega est un édifice situé dans le quartier de Bolzaneto (dans la ville métropolitaine de Gênes). C'est actuellement le siège de la municipalité V de Valpolcevera.

## Histoire
Le bâtiment a été construit au XVIIe siècle par la famille Ghersi et vendu par la suite à Antonia Carrega. Il a accueilli le peintre flamand Van Dyck. 
Au cours du XXe siècle, il a changé de destination à plusieurs reprises ; il a accueilli des classes de maternelle et élémentaire et était également une branche du collège Piero Gaslini jusqu'en 2004.

## Architecture
La façade de la villa a subi une restauration récente. Dans la partie supérieure de la façade se trouve la fresque de deux  blasons nobiliaires des familles Ghersi-Carrega, elles représentent un lion rampant et une échelle entre deux chiens. 
L'étage principal se détache où on peut voir de grandes fenêtres qui cachent de grandes salles et de petites ouvertures appelées mezzanines qui identifient l'étage des domestiques. 

## Jardin et risseu
Le risseu (mosaïque pavée en génois) qui se trouve maintenant dans la cour arrière du palais est proche de ce qui reste de l'ancien nymphée. Dans le passé, il était situé près de l'ancien siège de la Chiesa della Neve, construit sur l'ancienne place au centre de Bolzaneto. Plus tard, il a été mis à jour et placé dans sa position actuelle. 

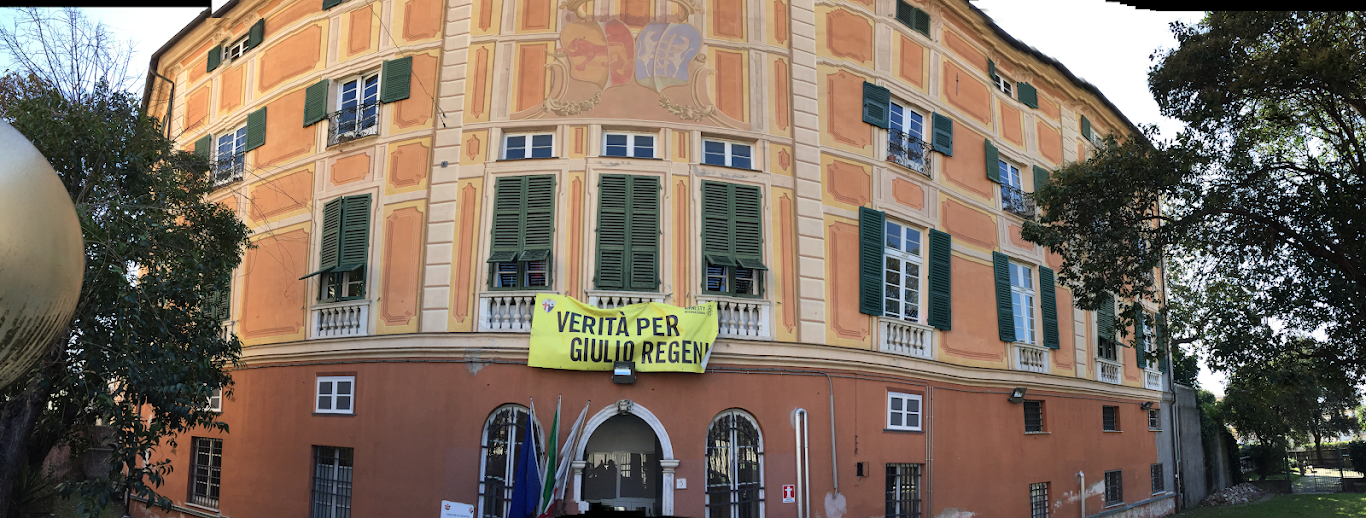
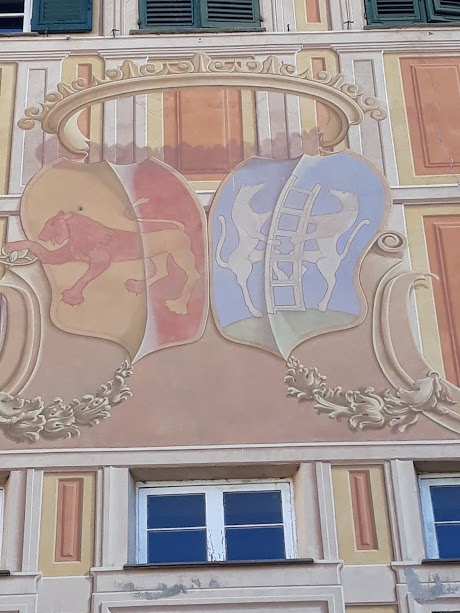
Armoiries des familles Ghersi et Carrega.